# بهابون
بهابون (بالإسبانية: Bahabón)‏ هي قرية وبلدية صغيرة في مقاطعة بلد الوليد، إسبانيا. يبلغ عدد سكانها 198 (2004) وتبلغ مساحتها 20.87 كيلومتر مربع.